# Nersianides
Les Nersianides ou princes Nersiani  (en géorgien ნერსიანი) sont les membres d'une famille princière du haut Moyen Âge géorgien.
Les princes de la famille Nersiani, que Cyrille Toumanoff désigne par le néologisme de « Nersianides », sont une famille féodale de la Géorgie médiévale dont l’ancêtre mythique Narsès apparaît à l’époque du règne de Vakhtang Ier d'Ibérie.
Ils sont connus au VIIIe siècle comme ducs dans le haut Karthli (Shida Karthli), et deux d’entre eux, Adarnassé et son fils Nersés, accèdent au rang de Prince-Primat d’Ibérie (erismtavari) entre 748 et 780. Adarnassé III d'Ibérie, qui est un vassal de l’Empire byzantin, reçoit la haute dignité de curopalate.
Cette famille est apparentée aux Gouaramides, et la fille d’Adarnassé épouse Gouaram IV d'Ibérie, le fils de Gouaram III d'Ibérie. Le second Prince-Primat de la famille des Nersiani, Nersés Ier d'Ibérie, qui est également vassal de Byzance jusqu’en 772, est déposé par les occupants arabes en 775 ; le titre de Prince-Primat est dévolu à son neveu Stéphanos III d'Ibérie, prince de Djavakhéti-Calarzène, de la famille des Gouaramides.

## Sources
- Cyrille Toumanoff, Les dynasties de la Caucasie chrétienne de l'Antiquité jusqu'au XIXe siècle : Tables généalogiques et chronologiques, Rome, 1990, p. 236, 383 et 533.